# Sporting Clube de Espinho (volley-ball masculin)
Le Sporting Clube Espinho est un club de volley-ball portugais, basé à Espinho et évoluant au plus haut niveau national (Divisão I).

## Palmarès
- National
  - Championnat du Portugal : 1957, 1959, 1961, 1963, 1965, 1985, 1987, 1995, 1996, 1997, 1998, 1999, 2000, 2006, 2012
  - Coupe du Portugal : 1965, 1981, 1984, 1985, 1996, 1997, 1998, 1999, 2000, 2001, 2008, 2017
  - Supercoupe du Portugal : 1995, 1997, 1998, 2000, 2017
- Européen
  - Top Teams Cup : 2001

## Joueurs majeurs
1. 1 2  Seuls les principaux titres en compétitions officielles sont indiqués ici.